# Jozef Vengloš
Jozef Vengloš (Ružomberok, 18 de febrer 1936 - 26 de gener de 2021) fou un futbolista i entrenador de futbol eslovac.
Com a futbolista, Venglos només jugà a l'Slovan Bratislava entre 1954 i 1966. Només fou internacional amb la selecció B de Txecoslovàquia.
Més brillant que la seva etapa de futbolista fou la d'entrenador. Començà a entrenar a Austràlia, on dirigí alguns clubs i la selecció nacional. Posteriorment entrenà a Txecoslovàquia, a clubs com el VSS Košice o l'Slovan on fou dos cops campió de lliga, així com la selecció en diverses categories. Fou assistent de Vaclav Jezek en la victòria a l'Euro 1976 i primer entrenador entre 1978 i 1982. A nivell europeu entrenà importants clubs com l'Sporting de Lisboa, l'Aston Villa FC, el Fenerbahçe SK i el Celtic FC. També fou el primer entrenador de la selecció eslovaca.